# Applicon
Applicon, Incorporated è stata una delle prime aziende produttrici di sistemi Computer Aided Design and Manufacturing (CAD/CAM). Venne fondata a Bedford, Massachusetts da quattro dipendenti del MIT Lincoln Lab: Fontaine Richardson, che aveva conseguito nel 1968 un dottorato di ricerca in scienze informatiche all'Università dell'Illinois - Urbana-Champaign in 1968, Gary Hornbuckle, dottorato all'Università della California - Berkeley, e Richard N. Spann e Harry Lee, entrambi laureatisi al Massachusetts Institute of Technology.
Tra gli anni settanta e gli anni ottanta, Applicon aveva le sue sedi a Burlington e Billerica (Massachusetts). Gary Hornbuckle fu il suo primo presidente e rimase in carica fino a quando non venne venduta a Schlumberger, nel 1980. A quel tempo, essa aveva un fatturato annuo di oltre cento milioni di dollari.
Nel 1986 Applicon venne fusa ad un'altra azienda acquisita da Schlumberger, Manufacturing Data Systems, Inc. (MDSI), creando la divisione Schlumberger CAD/CAM, stabilendo l'ufficio principale ad Ann Arbor, Michigan. Nel 1993, Schlumberger la vendette alla Gore Enterprises, che a sua volta la cedette nel 1999 alla UGS Corp., un'azienda controllata da Electronic Data Systems.